# Нампхо
Нампхо́ (кор. 남포?, 南浦?) — город с особым статусом в КНДР. Аванпорт Пхеньяна на Жёлтом море. До 1980 и в 2004—2010 годах город был частью провинции Пхёнан-Намдо, с 1980 по 2004 год был городом прямого подчинения (кор. 직할시, чикхальси). 
Город находится в 50 километрах к юго-западу от Пхеньяна, в устье реки Тэдонган. В городе имеется развитая промышленность, созданная благодаря значительным государственным инвестициям. Нампхо является центром судостроительной промышленности КНДР.

## История
Когда-то это место было маленькой рыбацкой деревней. В 1897 году город стал открытым для иностранной торговли. Нампхо стал развиваться как современный порт после восстановления корейской независимости в 1945 году.

## География
Город расположен на северном берегу реки Тэдонган, на 15 км восточнее устья. Хотя это место имеет континентальный климат и равнинный рельеф, сельское хозяйство в районе Нампхо ограничено из-за малого количества осадков и недостатка воды.

### Климат
- Среднегодовая температура воздуха — 10,9 °C
- Относительная влажность воздуха — 72,7 %
- Средняя скорость ветра — 2,7 м/с

| Показатель                            | Янв. | Фев. | Март | Апр. | Май  | Июнь | Июль | Авг. | Сен. | Окт. | Нояб. | Дек. | Год  |
| ------------------------------------- | ---- | ---- | ---- | ---- | ---- | ---- | ---- | ---- | ---- | ---- | ----- | ---- | ---- |
| Средняя температура, °C               | −4,9 | −2,3 | 3,3  | 10,5 | 16,3 | 20,9 | 23,9 | 24,5 | 19,9 | 13,5 | 5,4   | −1,5 | 10,9 |
| Источник: NASA. База данных RETScreen |      |      |      |      |      |      |      |      |      |      |       |      |      |

## Экономика
Промышленность Нампхо — судостроение, цветная металлургия, машиностроение, стекольные и текстильные предприятия, производство стройматериалов, пищевая промышленность, рыболовство.

## Транспорт
Нампхо соединён с Пхеньяном железной дорогой и автомобильной трассой. Восьмикилометровая дамба города имеет три шлюзовые камеры, которые позволяют пропускать суда размером до 50 000 тонн. Порт имеет современную инфраструктуру и может принимать суда до 20 000 тонн. Во время зимы гавань замерзает. Нампхо является воротами Пхеньяна в Жёлтом море.
В 1982 году в Нампхо была открыта троллейбусная система. Имеется одна линия — из северо-восточной части города к стадиону в западной части города. Раньше также действовала линия до дома отдыха Ваудо . С 2009 по 2021 год система работала с перебоями, но в 2021 году работа системы была нормализована. В сентябре 2023 года был построен новый гараж для троллейусов возле стадиона, а с октября начались поставки новых троллейбусов .

## Памятники
«Монумент Освобождения» — мемориал советским воинам, погибшим при освобождении Кореи от японской оккупации.

## Галерея

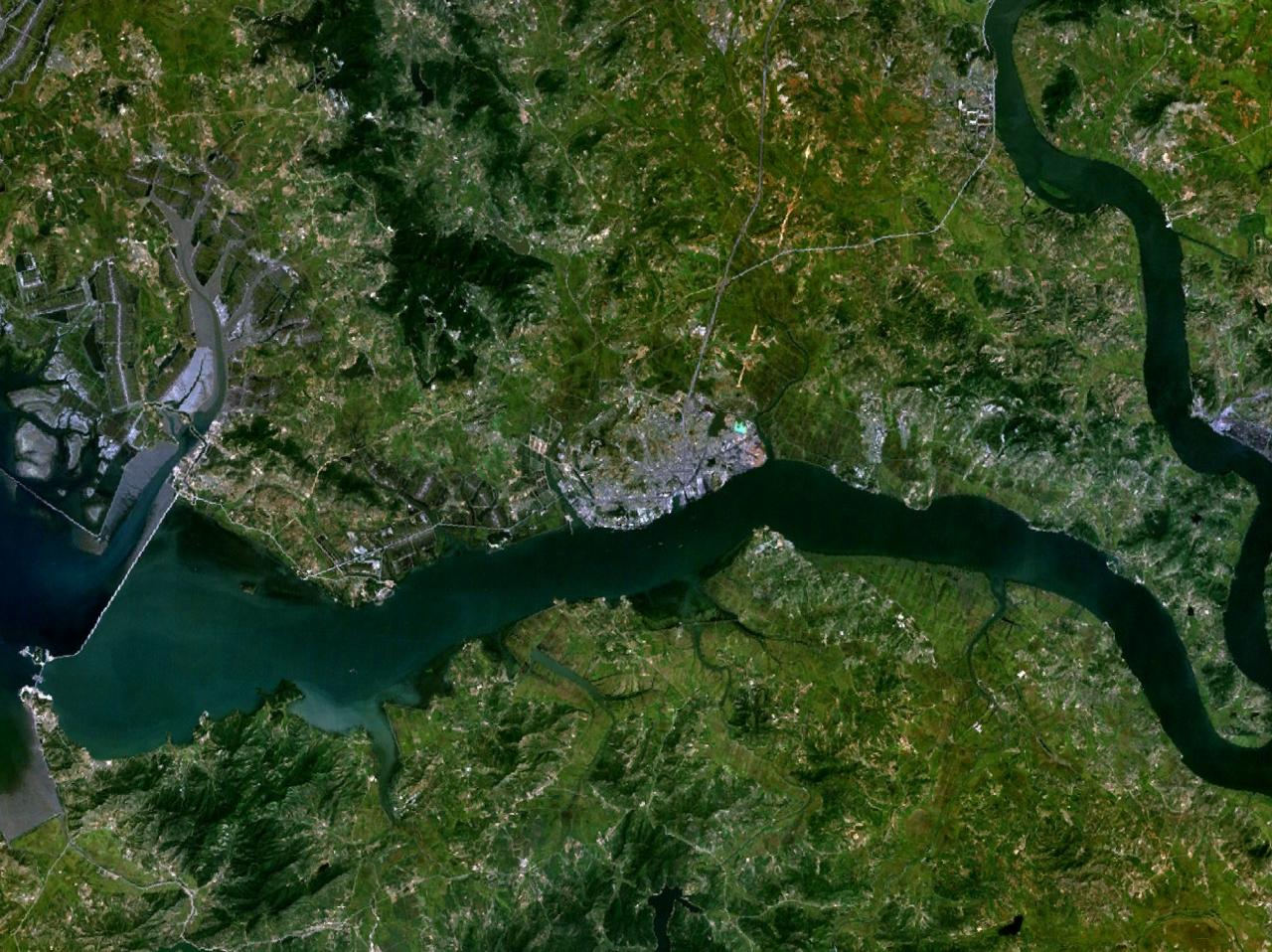
Снимок из космоса
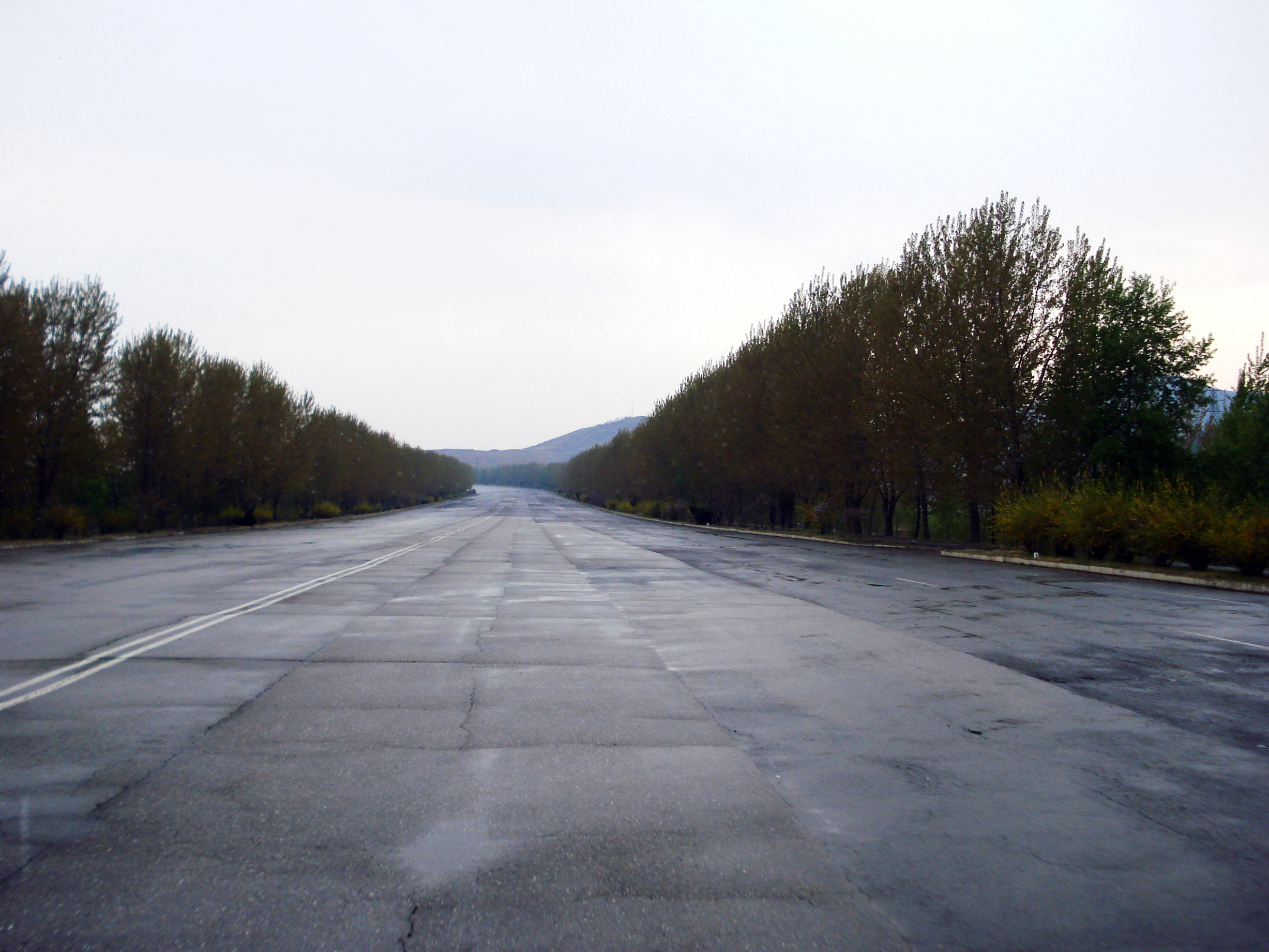
Трасса, соединяющая Нампхо с Пхеньяном
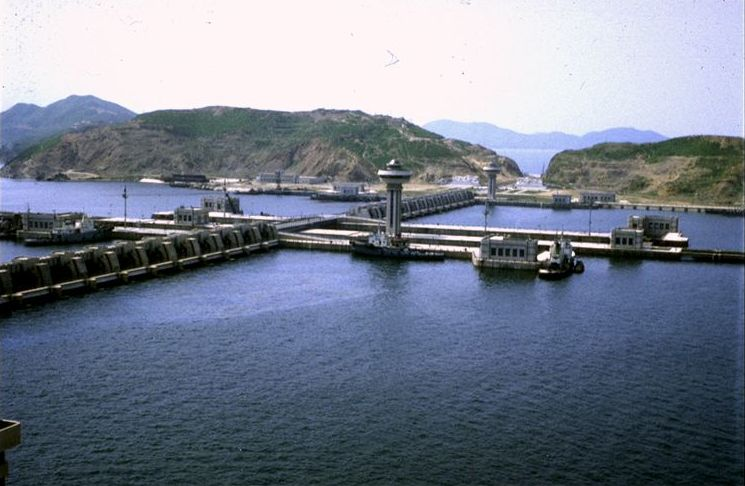
Плотина на Жёлтом море
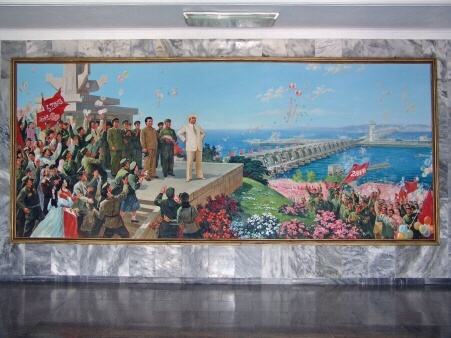
Изображение открытия плотины
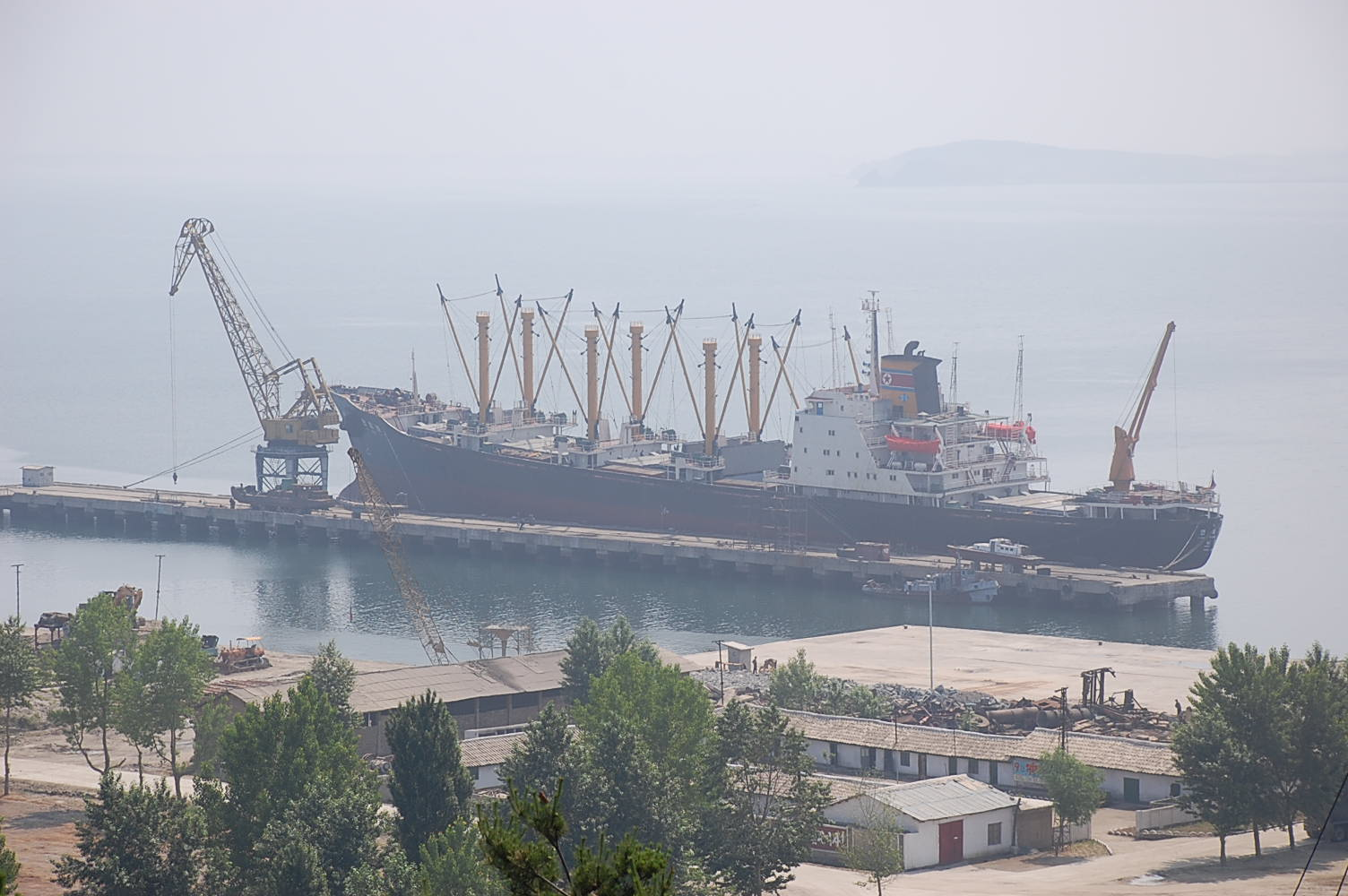
Порт
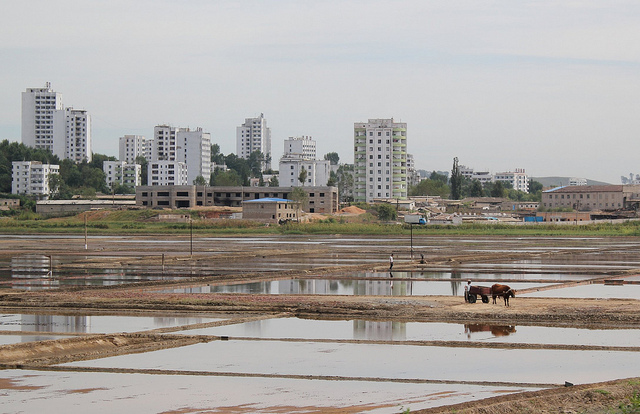